# Rigs of Rods
A Rigs of Rods (RoR) egy nyílt forráskódú (open source) járműszimulátor, amelyet még élethűbbé tesz fizikai motorja. A játék egy úgynevezett sandbox, mivel nincs meghatározva a teendője a játékosnak, azt csinál amit akar. Az igen gépigényes fizikai motor révén leginkább a játékban jelen lévő tárgyak (autók, teherautók, repülők stb.) deformációja a legélethűbb. A pályákat és járműveket csakis a játékosok készítik, már több mint 4000 letölthető ,,mod'' van a játék honlapján.

## Történet
A Rigs of Rods-ot Pierre-Michel Ricordel (pricorde) készítette a Pontifex hídépítő játék mintájára. Az volt a célja, hogy más tárgyakon is ki lehessen próbálni azt a fajta fizikát, amit a Pontifex nyújtott.  2005 márciusban született meg munkájának gyümölcse, amelyben járművek kerültek a híd helyére, és 3rd person (harmadik személy) nézetben lehet őket használni egy a játékos által választott terepen. 2005 augusztusban fejezte be az első verziót (a 0.11-es számút). Azóta rengeteg, összesen 156 verzió készült (az utolsó a 0.4-es).

## Játék
A Rigs of Rods kezdetben egy terepjáró szimulátornak indult, de egy fejlett, sokoldalú, fizikai sandbox-szá alakult.
Egészen  a 0.28-as verzióig, a játékban csak szárazföldi járművek voltak, de azóta már bekerültek a légi-, és vízi járművek is. A játék minden téren továbbfejleszthető, a járművek fő adatai szöveges formában vannak megadva (általában .TRUCK fájlokban, melyeket szövegszerkesztőben lehet módosítani). 2D-s lapok borítják a járművet, ami egy képfájl - általában .DDS -, ezek alkotják a gép ,,fényezését'', és együtt deformálódnak a járművel, így hozva létre realisztikus hatást. Ez a rendszer a ,,Flexbody'', de a 0.36-os verzió előtt ezt még ,,Meshbody''-nak hívták.
Sandbox-ként, a Rigs of Rods is egy olyan játék, aminek nincsen alapvető célja, hacsak egy versenypályán lévő ellenőrzőpontok elérését nem annak tekintjük (egyébként a köridők kikerülnek a szimulátor honlapjára, ha regisztrált játékosok vagyunk, és egyéni, vagy egyéb rekordokat lehet felállítani). Korábban a Lua nevű motor volt a támogatott, de az AngelScript van használatban a 0.38-as verzió óta. A többjátékos mód egyszerre maximum 16 játékost engedélyez egy pályán.

## Módosítások
A Rigs of Rods jellemzője a magasfokú testreszabás. A legtöbb módosítás a semmiből lett megalkotva, de akár mások munkáját is lehet szerkeszteni (természetesen csak a tulajdonos beleegyezésével).

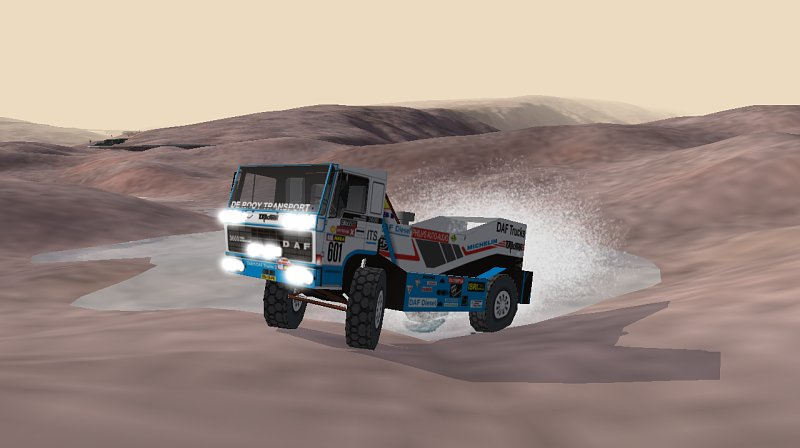
DAF TurboTwin a Rigs of Rods-ban

### Járművek
A járművek a leggyakoribb ,,modok''. A tárgynak szöveges fájljai vannak három alap kiterjesztéssel: .TRUCK (földi járművekhez), .AIRPLANE, és .BOAT. Motoroknak, kameranézeteknek, kerekeknek, fényforrásoknak, és még sok másnak vannak itt az adatai.

### Rakományok
A járművekhez hasonlóak a rakományok. Ezek is szöveges fájlok de .LOAD kiterjesztéssel. Minden olyan tárgy amit a valóságban és a játékban sem lehet vezetni, jármű nélkül elmozdítani ebbe az osztályba sorolhatók.

### Terepek/pályák
Terepek nélkül az előbbi tárgyak használhatatlanná válnának. Általában erre való programokkal lehet őket létrehozni, esetleg generálni (például L3DT-vel). .TERRN fájlba mentődnek.

#### Tárgyak
A tárgyak 3D hálós fájlok, amiket el lehet helyezni a pályán. Ezek épületek, hidak, utak, szerkezetek, sziklák, fák vagy bármilyen növényzet.

#### Növényzet
A növényzet a Rigs of Rodsban fákat, bokrokat, füvet és cserjéket jelenti. Ezek alapból nincsenek a játékban, de a RORconfig-ban (konfiguráció) be lehet kapcsolni,. Lassabb számítógépeknél jobb, ha ki van kapcsolva a növényzet.

### Textúraszerkesztés
A legtöbb jármű vagy terület körülhálózott 3D-s test. Egy jó képszerkesztő programmal (Paint.NET, vagy Adobe Photoshop ajánlott) bármilyenre lehet változtatni a tárgyat vagy területet. A textúrák .DDS formátumban vannak megadva, így lehet elérni a legjobb minőséget.

## Többjátékos mód
A Rigs of Rods-ban is van lehetőség egyszerre játszani más játékosokkal, de ez csak a 0.33-as verzió óta lehetséges. A konfigurációban kell kiválasztani egy szervert és megadni egy becenevet. A legtöbb szerveren meg van adva a pálya, és csak azon lehet játszani, de vannak olyan szerverek is, ahol bármelyik pályát ki lehet választani. Ilyenkor nem látjuk a többi játékost (ha nem ugyanazon a pályán vagyunk), de beszélgetni tudunk velük. Olyan pályát nem lehet választani, amelyik nincs letöltve. Egyszerre csak három járművet lehet megnyitni a szerveren. A többjátékos módban régebben össze lehetett másokkal ütközni, de később ezt kivették a játékból (valószínűleg a trollok miatt), így ez a lehetőség már nem él. A többjátékos mód leginkább azoknak a felhasználóknak van, akik szeretnék összemérni a járműveiket versenyzéssel, off-roadozással esetleg gyorsulással.